# 12469 Katsuura
12469 Katsuura eller 1997 AW18 är en asteroid i huvudbältet som upptäcktes den 9 januari 1997 av den japanska astronomen Naoto Satō vid Chichibu-observatoriet. Den är uppkallad efter den japanska staden Katsuura.